# Барингтон Мур
Барингтон Мур (енгл. Barrington Moore, Jr.; Вашингтон, 12. мај 1913 - 16. октобар 2005) је био амерички политички социолог. Познат је по делу "Друштвено порекло диктатуре и демократије: Господа и сељаци у изради савременог света" (1966), компаративне студије модернизације у Великој Британији, Француској, САД, Кини, Јапану, Русији, Немачкој и Индији, са фокусом на социоисторијске услове тоталитаризма. Његови радови су и: "Размишљања о узроцима људске беде" (1972) и анализе побуне, "Неправда: Социјална основа послушности и револт" (1978).

## Образовање и приватни живот
Дипломирао је на Вилијамс колеџу у Масачусетсу, где је добио темељно образовање у латинском и грчком и у историји. Он је такође постао заинтересован за политичке науке, и био је изабран за Фи Бета Капа. Године 1941, Мур је докторирао социологију из Универзитету Јејл. Радио је као аналитичар политике за владу, у ОСС и на Одељењу за правосуђе. Он се састао са Хербертом Маркузом, доживотним пријатељем, али и са својом будућом женом, Елизабет Ито, на ОСС. Његова супруга је умрла 1992. Нису имали деце.

## Академска каријера
Његова академска каријера почела је 1945. године на Универзитету у Чикагу, 1948. године отишао је на Универзитет Харвард, придружујући се истраживачком центру Русије 1951. Мур је објавио своју прву књигу "Совјетска политика 1950. терор и напредак, СССР 1954". 1958. је његова књига шест есеја о методологији теорије, политичке моћи и друштвене теорије, напала методолошке изгледе 1950-их друштвене науке. Његови студенти на Харварду су укључени у компаративне друштвене научнике Теда Скопол и Чарлс Тили.

## Социјалне порекло диктатуре и демократије
Мурово револуционарно дело о друштвеном пореклу диктатуре и демократије (1966), био је камен темељац за оно што се сада зове компаративна историјска анализа у друштвеним наукама. У том раду је студирао услове за социогенезис демократских, фашистичким и комунистичким режимима, гледајући нарочито на начине на које индустријализација и пре постојећег аграрног режима интерагује да произведе те различите политичке исходе. Он је скренуо посебну пажњу на насиље који је претходио развој демократских институција.
Мур наводи пет услова за развој западног стила демократије (кроз "буржоаске револуције"):
"развој равнотеже како би се избегла прејака круна или сувише независна и слетела аристократија"
помак ка "одговарајућој форми комерцијалне пољопривреде"
"слабљење аристократије"
"спречавање једне аристократске-буржоаске коалиције против сељака и радника" [што би довело до фашизма]
"револуционарни раскид са прошлошћу".
Мурова брига била је трансформација пред-индустријских аграрних друштвених односа у "модерне". Он је истакао како је рекао, "три руте модерном свету" - Либерално-демократска, фашистичка и комунистичка - свака која произилази из времена индустријализације и социјалне структуре у време транзиције.
У најједноставнијем смислу, друштвеном пореклу могу се сажети својим чувеним изјавом "Нема буржоазије, без демократије".
1. ↑  „Barrington Moore Jr., 92, Harvard sociologist”. Harvard Gazette. Приступљено 30. 1. 2021.(језик: енглески)